# Jaswan
Lo Stato di Jaswan fu uno stato principesco del subcontinente indiano, avente per capitale la città di Shimla.

## Storia

### Storia antica
Secondo una leggenda lo stato di Jaswan venne fondato nel 1170 da raja Purab Chand della famiglia reale di Kangra, rajput della dinastia Katoch.

### Il British Raj
Nel 1815, il maharaja sikh Ranjit Singh ordinò a tutte le sue forze disponibili di assemblasi presso Sialkot. Il raja di Jaswan, Ummed Singh (1800–1849), non rispose alla chiamata e pagò una somma di multa. Il raja venne costretto però in seguito ad abbandonare il suo stato all'imperatore sikh e ad accettare uno jagir di 21 villaggi e 12.000 rupie annue di stipendio come compensazione. Nel 1848, fu tra coloro che affiancarono i sikh nella loro rivolta contro gli inglesi. I suoi palazzi, per tutta risposta, vennero saccheggiati e razziati dai soldati britannici ed i suoi territori vennero annessi al British Raj. Venne prvato dei propri titoli ed esiliato ad Almora, dove morì l'anno successivo alla sua dipartita. Nel 1877, lo jagir di Jaswan, assieme ad altri stati del Rajpura e dell'Amb, vennero restaurati al nipote di Ummed, Ran Singh (n. 1833), che poi acquisì anche lo jagir di Ramkot nello Jammu grazie al suo matrimonio con una nipote del maharaja Gulab Singh.
Fu ad ogni modo ad un suo successore, Raghunath Singh (n. 1852), che il governo inglese riconobbe il titolo di raja in riconoscimento del suo antico lignaggio e dei due matrimoni con due figlie del maharaja Ranbir Singh di Jammu e Kashmir.

### Regnanti
I regnanti dello stato di Jaswan avevano il titolo di raja.
- Raja PURAB CHAND, I raja di Jaswan 1170/-
- Raja PARAB CHAND, II raja di Jaswan
- Raja BISWA CHAND, III raja di Jaswan
- Raja GOPAL CHAND, IV raja di Jaswan
- Raja SIRBAHK CHAND, V raja di Jaswan
- Raja DHULA CHAND, VI raja di Jaswan
- Raja SULACHAN CHAND, VII raja di Jaswan
- Raja AUKI CHAND, VIII raja di Jaswan
- Raja UDHAM CHAND, IX raja di Jaswan
- Raja NIRPAT CHAND, X raja di Jaswan
- Raja UDHARN CHAND, XI raja di Jaswan
- Raja BHIKH CHAND, XII raja di Jaswan
- Raja SIRKAR CHAND, XIII raja di Jaswan
- Raja MUBARAK CHAND, XIV raja di Jaswan
- Raja GOVIND CHAND, XV raja di Jaswan, fl.1572, difese il forte di Kangra dall'imperatore moghul Akbar, in assenza del suo uomo di fiducia, raja Jai Chand Katoch di Kangra.
- Raja BIKRAM CHAND, XVI raja di Jaswan
- Raja ANIRUDH CHAND, XVII raja di Jaswan fl.1589, aderì alla rivolta contro l'impero moghul guidata da un suo parente, il raja Bidhi Chand di Kangra.
- Raja SAMIR CHAND, XVIII raja di Jaswan
- Raja MAN SINGH, XIX raja di Jaswan
- Raja AJAB SINGH, XX raja di Jaswan
- Raja RAM SINGH, XXI raja di Jaswan
- Raja AJIT SINGH, XXII raja di Jaswan
- Raja JAGHAR SINGH, XXIII raja di Jaswan
- Raja ABHIRAI SINGH, XXIV raja di Jaswan
- Raja JAGRUP SINGH, XXV raja di Jaswan
- Raja PRIT SINGH, XXVI raja di Jaswan
- Raja UMMED SINGH, XXVII raja di Jaswan